# Frano Menegelo Dinčić
Frano Menegelo Dinčić (Франо Менегело Динчић, izvornik: Frano Meneghello Dinčić; Kotor, 28. februar 1900. – Beograd, 17. januar 1986) srpski je i jugoslovenski medaljar i vajar iz Dalmacije. Rodio se u porodici pomoraca, porijeklom sa Korčule. Živio je u Splitu gdje završava Školu primijenjenih umjetnosti, a poslije i akademiju u Pragu, u klasi profesora Otakara Španiela. Dodatno je unaprijedio svoje vještine u Parizu i Minhenu. Prije odlaska u Beograd (1928) radio je od 1922. do 1924. kao predavač u Splitu. Bio je član Udruženja likovnih umetnika Srbije. Menegelovo umjetničko stvaralaštvo ostvario se u reljefnom modelarenju, uključivo i plastičnoj portretistici, što je obezbijedilo ugled njegovim portretnim medaljama, spomenicama (spomen-medaljama), plaketama i spomenicima. Istraživanja Vladete Vojinovića pokazala su da je Orden narodnog heroja (tip 2), izrađivan u zagrebačkomu IKOM-u, oblikovao Frano Menegelo Dinčić.

## Djela

### Poprsja
- Nikola Tesla, na Karlovom univerzitetu u Pragu – 1933.
- Kralj Petar II, u svečanoj sali "Vremena" – 1939.[2]

### Poznatije medalje
- »Autoportret« – 1949.
- »Tito« – 1961.

### Novac
- Kovani novac, apoeni od 25, 50 para i 1 dinara, kao i apoeni od 10, 20 i 50 dinara s likom Petra II Karađorđevića (1938)
- Kovani novac apoeni od 10, 20 i 50 dinara (1955)

### Spomenici
- Spomenik poginulim ratnicima u Balkanskim i u Prvom svjetskomu ratu, sa lovorovim vijencima na postolju, u kojima su ispisana mjesta borbi i tri bronzana srpska ratnika u borbi, na vrhu. Otkriven je 1929. u Zaječaru.
- Spomenik Šapčanima poginulim u Prvom svjetskomu ratu, na postolju u vidu osmokrake prizme od bijelog mermera sa Venčaca, sa figurama muškarca i žene, četiri bareljefa na postolju i  bronzanom skulpturom srpskog vojnika-pobjednika na vrhu. Otkriven je 1934. ispred Saborne crkve u Šapcu.
- Spomenik Jagodincima palim u Balkanskim i u Prvom svjetskom ratu, na postoju od bijelog mermera, sa figurom roba svezanog lancima — simbol petostoljetnog ropstva pod Turcima i figurom majke — robinja sa djetetom u lijevoj i mačem u desnoj ruci —  simbolični zavjet majke da će se, kad odraste, sin latiti mača i osloboditi ropstva. Sa prednje strane, pri dnu postolja, utisnut je bronzani bareljef Karađorđevog ustanka (1804), a na poleđini je bronzani reljef Kočine krajine (1788), dok je na vrhu bronzana figura srpskog vojnika sa puškom u desnoj ruci. Spomenik je otkriven 1930. u Jagodini.
- Spomenik Topličanima palim u ratovima od 1912-1918 i žrtvama Topličkog ustanka (1917). Na postamentu se nalazе srpski vojnci u jurišu, a na bareljefima niže su likovi kralja Petra I i njegovog sina Aleksandra i drugih vođa, kao i zloćini bugarskih vojnika, koju je bugarska vojska tokom Drugog svjetskog rata uklonila. Spomenik je otkriven 1934. u Prokuplju.

### Značajniji reljefi
- »Na zgarištu«
- »Pogreb«
- »Mira« – 1946.

## Izložbe
- Sa skupinom Medulić, Prag, Split, 1922.
- II. jesenja izložba beogradskih umetnika, Beograd, Umetnički paviljon, u novembru 1929.
- S Arpadom Balažom (Balázs Árpád) — Novi Sad, Radnički dom, 12. – 19. aprila 1931.[3]
- V. prolećna izložba jugoslovenskih umetnika, Beograd, Umetnički paviljon, u maju 1933.
- Izložba "Pola vijeka hrvatske umjetnosti : 1888-1938", Dom likovnih umjetnosti kralja Petra I Velikog Oslobodioca, Zagreb, 18. decembra 1938. – 31. januara 1939.[4]
- Razstava sodobnega jugoslovanskega kiparstva Zveze upodabljajočih umetnikov FLR Jugoslavije, Moderna galerija, Ljubljana, 4. marta 1951. – 15. aprila 1951.
- Razstava Zveze likovnih umetnikov Jugoslavije, Moderna galerija, Ljubljana, 15. februara 1956. – 29. februara 1956.
- Razstava Društva likovnih umetnikov Srbije, Moderna galerija, Ljubljana, 20. novembra 1958 – 10. decembra 1958.
- Izložba — Frano Meneghello Dinčić, Galerija umjetnina, Split, 18. – 30. septembra 1984.

## Galerija
- Detalj sa spomenika u Zaječaru
- Spomenik poginulim Jagodincima (1930)
- Spomenik poginulim Šapčanima (1934)
- Spomenik palim Topličanima u Prokuplju (1934)
- Dinar (1938)

## Literatura
- Zlamalik, Vinko, Dinčić-Menegelo, Frano u: Domljan, Žarko (gl. ur.) Likovna enciklopedija Jugoslavije, 1. sv. (A–J), Jugoslavenski leksikografski zavod »Miroslav Krleža«, 1984, str. 310-311.,  978-86-7053-001-0
- Vojinović, Vladeta, Frano Menegelo Dinčić', Društvo istoričara umetnosti Srbije, Beograd, 1988, (ukup. 158 str.)
- Todorović, Nada (1986). „In memoriam, Kipar i medaljer Frano Meneghello Dinčić”. Numizmatičke vijesti. Zagreb: Hrvatsko numizmatičko društvo (40): 126—127.  103662599
- Todorović, Nada (1981). „Medaljerski opus Frana Mengela Dinčića”. Numizmatičke vijesti. Zagreb: Hrvatsko numizmatičko društvo (35): 48—59.  103662599
- R., Fran Menegelo Dinčić // Leskovački glasnik, Leskovac, 1932, god. XII, br. 13, str. 2-3.
- Zlamalik, Vinko. I. memorijal Ive Kerdića (katalog), Galerija likovnih umjetnosti, Osijek — Strossmayerova galerija starih majstora, Zagreb, 1980, str. 95-98.
- Gamulin, Grgo. Hrvatsko slikarstvo XX. stoljeća, svezak 1., svesci 3-4 (unutar sveska 1.) iz Povijesti umjetnosti u Hrvatskoj, Naprijed, Zagreb, 1988, str. 305.